# Pierwszy rząd Edwarda Szczepanika
Przedostatni z rządów Rzeczypospolitej Polskiej na uchodźstwie. Urzędował od 29 maja 1986 do 1 listopada 1989.

## Skład gabinetu
- Premier – Edward Szczepanik
- Minister oświaty i kultury – Czesław Czapliński[3] (Polskie Stronnictwo Ludowe)
- Minister skarbu – Stanisław Borczyk (Polska Partia Socjalistyczna)
- Minister spraw emigracji – Zbigniew Scholtz (Polska Partia Socjalistyczna)
- Minister spraw krajowych – Ryszard Kaczorowski (do objęcia funkcji Prezydenta RP w dniu 19 lipca 1989)
- Minister spraw wojskowych – płk dypl. Jerzy Przemysław Morawicz
- Minister spraw zagranicznych – Zygmunt Szkopiak (Stronnictwo Chrześcijańskiej Demokracji)
- Minister sprawiedliwości – Stanisław Wiszniewski (Polskie Stronnictwo Ludowe)
- Minister informacji – Andrzej Czyżowski (do 1 października 1986)[4]
- Minister spraw zleconych – Tadeusz Drzewicki (Stronnictwo Pracy)
- Minister stosunków z narodami ujarzmionymi przez ZSRR – Aleksander Snastin (Stronnictwo Chrześcijańskiej Demokracji, do 14 sierpnia 1986)[4]
- Minister spraw krajowych - Bolesław Grzybowski (Polskie Stronnictwo Ludowe, od 9 sierpnia 1989 do 1 września 1989)
- Sekretarz Rady Ministrów – Jerzy Zaleski (Liga Niepodległości Polski)

### Podsekretarze stanu
- Podsekretarz stanu w Ministerstwie Skarbu – Jerzy Ostoja-Koźniewski (od 11 czerwca 1986)[5]
- Podsekretarz stanu w Ministerstwie Sprawiedliwości – Bohdan Wendorff (od 11 czerwca 1986)
- Podsekretarz stanu w Ministerstwie Spraw Krajowych – Roman Lewicki (od 11 czerwca 1986)
- Podsekretarz stanu w Ministerstwie Spraw Krajowych – Włodzimierz Olejnik (od 11 czerwca 1986 do 7 stycznia 1987)[6]
- Podsekretarz stanu w Ministerstwie Spraw Emigracji – Leonidas Kliszewicz (od 11 czerwca 1986 do 16 stycznia 1989 oraz od 29 czerwca do 27 września 1989[7][8][9][10][11])
- Podsekretarz stanu w Ministerstwie Spraw Zagranicznych – Tomasz Piesakowski (od 19 stycznia 1987)[12][13][14]
- Podsekretarz stanu w Ministerstwie Emigracji – Edmund Chełmiński (od 19 stycznia 1987)
- Podsekretarz stanu w Ministerstwie Emigracji – Walter Szczepański (od 19 stycznia 1987)
- Podsekretarz stanu w Ministerstwie Informacji – Ferdynand Pasiecznik (od 1 czerwca 1988)[15]
- Podsekretarz stanu w Ministerstwie Oświaty i Kultury – Henryk Lipiński (od 1 listopada 1988)[16]